# Hoffmann meséi
A Hoffmann meséi  (franciául Les Contes d'Hoffmann) Jacques Offenbach egyik háromfelvonásos operája elő- és utójátékkal. Szövegkönyvét Jules Barbier írta E. T. A. Hoffmann elbeszéléseit felhasználva. Ősbemutatójára 1881. február 10-én került sor Párizsban. Magyarországon először 1882. április 15-én mutatták be a Népszínházban.

## Szereplők
| Szereplő                                      | Hangfekvés                |
| --------------------------------------------- | ------------------------- |
| Olympia                                       | szoprán                   |
| Giulietta                                     | szoprán vagy mezzoszoprán |
| Antonia                                       | szoprán                   |
| Stella                                        | szoprán                   |
| Miklós                                        | mezzoszoprán              |
| Antonia anyja                                 | mezzoszoprán vagy alt     |
| Hoffmann                                      | tenor                     |
| Spalanzani                                    | mezzoszoprán              |
| Nathanael                                     | tenor                     |
| Crespel                                       | basszus                   |
| Luther                                        | basszus                   |
| Andrés / Cochenille / Pittichinaccio / Ferenc | tenor                     |
| Lindorf / Coppélius / Dappertutto / Miracle   | bariton                   |
| Hermann                                       | basszus                   |
| Schlemil                                      | basszus                   |
| Múzsa                                         | próza                     |

## Cselekmény
Helyszín: Német- és Olaszország
Idő: 1800 körül

### Előjáték
a Luther-féle kocsma Berlinben
Andres – Stella, az énekesnő inasa – levelet hoz Hoffmannak a költőnek, amelyet  azonban a titokzatos Lindorf tanácsos megszerez. Terve: leitatni Hoffmannt, hogy mire Stella  befejezi az előadást csak egy részeg csavargót találjon a költő helyett.
Lassan összegyűlik a diáktársaság, majd megérkezik a költő is barátjával Miklóssal igen borús hangulatban. A társaság azonban mulatni akar és arra kéri Hoffmannt énekelje el a Kleinzackról a törpéről szóló tréfás balladát. Hoffmann belekezd az éneklésbe majd észreveszi a sötét tekintetű Lindorfot – az ő rossz szellemét. Hirtelen elhatározással belekezd szerelmi kalandjainak elbeszélésébe.

### Első felvonás
Az első szerelem: Olympia
Spalanzani otthona
Spalanzani a fizikus, Coppelius segítségével bábut készített, amely lángra gyújtotta Hoffmann szívét. A költő tanítványnak szegődik a mester mellé hogy közel kerülhessen imádottjához. Olympia közömbösen fogadja Hoffmann közeledését, sőt amikor meg akarja ölelni, kiszalad a szobából. Amikor a másik szobában Coppelius bosszúból – mert Spalanzani kicsalta titkát – összetöri a szerkezetet, a vendégek hangos nevetése gúnyolja ki Hoffmannt, akinek szíve egy gépezetért lángolt.

### Második felvonás
A második szerelem: Giulietta
terasz, Gulietta palotája előtt Velencében
Díszes vendégsereg gyűlt össze Giulietta otthonában, új imádója, Hoffmann tiszteletére. Egyszer csak betoppan a régi széptevő, Schlemil is. Gulietta Dapertutto parancsára szédíti el a férfiakat, akiknek arcképét egy bűvös tükör segítségével megszerzi, hogy lelkük Dapertutto zsákmánya legyen. Schlemiltől árnyékát szerezte meg, Hoffmanntól pedig a tükörképét csalja el. A ház úrnője kártyaasztalhoz szólítja a társaságot. A költő minden pénzét eljátssza és távozni készül, de a szép kurtizán visszatartja. Forró szavai lángra gyújtják új áldozata szívét, s az önfeledten ajándékozza neki tükörképét. Így talál rájuk Schlemil. Dapertutto Hoffmannak nyújtja tőrét, aki párbajban megöli ellenfelét. Diadalittasan rohan Giulietta szobájába, amit üresen talál, mert a szép kurtizán már Pitichinaccio karjaiba simulva száll egy gondolába.

### Harmadik felvonás
A Harmadik szerelem: Antonia
Crespel tanácsos lakása
Antonia – Crespel tanácsos lánya – édesanyja gyönyörű hangját örökölte, de betegségét is, ezért aggódó apja eltiltotta az énekléstől. Hoffmannt, Antonia titkos jegyesét is távol akarja tartani a háztól, mert a költő gyakran hallgatja a lány énekét. A fiatalok azonban mégis megtalálják egymást. Antoniát heves köhögési roham fogja el, az érte aggódó Hoffmann pedig elhatározza, felderíti milyen sors vár szerelmére.  Egy függöny mögé rejtőzve lesz tanúja, hogyan bűvöli varázshatalmával Miracle doktor a jelen sem levő Antoniát. Crespel – akinek nejét már sírba vitte a doktor kezelése – kiűzi a kuruzslót a házból. Megtörve jön elő Hoffmann és most már ő is kéri jegyesét, hogy soha többé ne énekeljen. Antonia meg is ígéri, de amikor a falon át megjelenő Miracle démoni erejével életre kelti Antonia anyjának képét – és a leánynak úgy tűnik mintha anyja is éneklésre biztatná –, végső erejét összeszedve addig dalol, míg holtan össze nem esik.

### Utójáték
a Luther-féle kocsma Berlinben
Hoffmann befejezte elbeszélését, kimerülten mély álomba merül. Amikor Stella megjelenik, már semmiről sem vesz tudomást. Lindorf és a művésznő együtt távoznak a kocsmából.
Előadásokban a második és harmadik felvonást gyakran felcserélik.[forrás?]

## Híres áriák, zeneművek
- Il était une fois á la cour d'Eisenach – Kleinzack-legenda (előjáték)
- Les oiseaux dans le charmille – Olympia áriája (első felvonás)
- Belle nuit, o nuit d'amour – Barcarola (második felvonás)
- Scintille diamant – Gyűrű-ária (második felvonás)
- Elle a fui, la tourterelle – Antonia románca (harmadik felvonás)